# Christian Beckmann (Theologe, 1569)
Christian Beckmann (auch: Christianus Beckmannus oder Beckman oder Becman; * 1569 in Rehburg-Loccum; † 6. Dezember 1606 in Hannover) war ein deutscher Theologe, Dozent, Lehrer und Rektor der hannoverschen Lateinschule.

## Leben

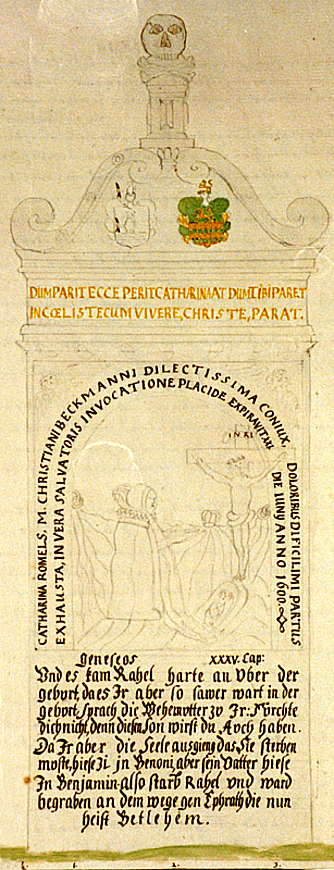
Grabstele der auf dem Nikolaifriedhof der im Jahr 1600 bestatteten Ehefrau Beckmanns, Catharina Romels;
gezeichnet von Johann Heinrich Redecker, abgebildet in seiner ab 1723 erstellten Chronik Historische Collectanea…

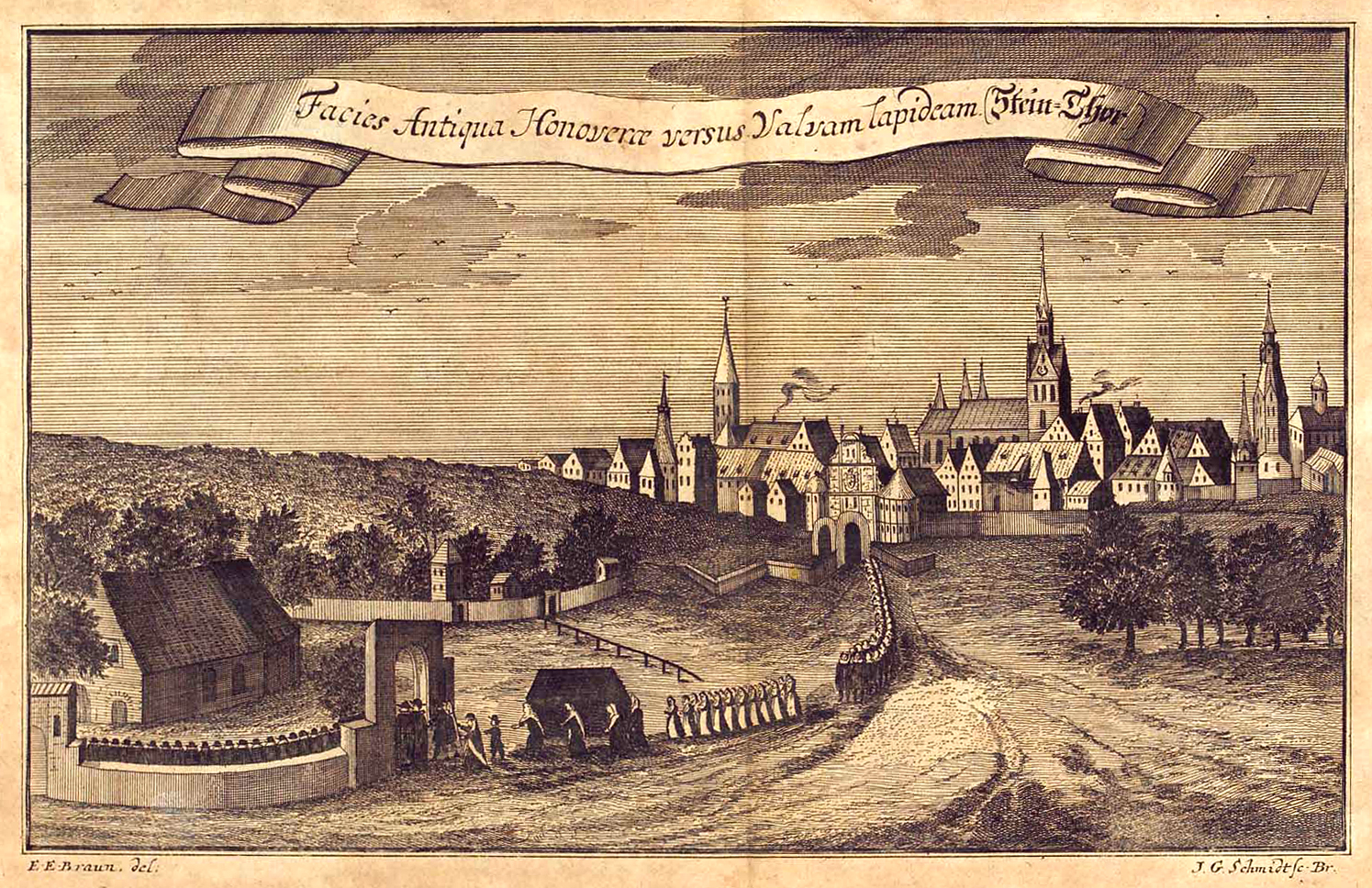
Die Nikolaikapelle als Ziel einer Leichnams-Prozession aus dem Steintor heraus bis zum Alten St. Nikolai-Friedhof im „Steintorfeld“;
Kupferstich um 1740 von I. G. Schmidt nach E. E. Braun, aus Grupens Origines Et Antiqvitates

Christian Beckmann wurde in Rehburg geboren, als Sohn des dortigen Bürgermeisters Gerd Beckmann († 1606 oder später).
Beckmann immatrikulierte sich für das Fach Theologie am 8. Juni 1587 in Helmstedt unter dem damaligen Konrektor Tilman Hesshusen an der Academia Julia (Carolina) helmstadiensis, wo er am 23. Oktober 1595 mit dem Abschluss Magister promovierte.
Zeitweilig war Beckmann Lehrbeauftragter an der Universität Helmstedt.
Beckmann stand in Korrespondenz mit Heinrich Scheilken oder Henricus Scheylken sowie mit dem zuletzt in Hannover tätigen Magister Samuel Scernicovius.
Laut dem Kirchenbuch der hannoverschen Marktkirche ging Beckmann spätestens 1596 nach Hannover, wo er seitdem und bis 1598 zunächst Konrektor, ab 1598 und bis zu seinem Tode im Jahr 1606 die Stellung des Rektors der hannoverschen Lateinschule wahrnahm. Nach der Übernahme der Lateinschule ließ Beckmann 1599 eine Schulordnung drucken, durch die er den Lebenswandel seiner Schüler regelte, insbesondere ein das eigentlich ohnehin bereits durch die Stadtordnung verbotene Glücksspiel untersagte, namentlich das Würfelspiel und das Kartenspiel. Aber auch Kaltbaden, Eislaufen und Schneeballschlachten waren nun verboten.
Beckmann heiratete am 24. Juni 1599 in der Aegidienkirche in Hannover die Katharina Rommel. Ein der Gratulanten in Form eines später gedruckten Gedichtes war der hannoversche Konrektor Samuel Scernicovius († 1606). Ein anderer Autor war der Kantor und Pastor David Meier. Doch schon rund Jahr nach der Hochzeit starb Beckmanns Ehefrau am 21. Juni im Jahr 1600 bei der Geburt eines gemeinsamen Kindes. Sie wurde als Catharina Romels auf dem damaligen Nikolaifriedhof bestattet, wie eine Grabstele mit ihrem und dem Familien-Wappen ihres Witwers dokumentierte: Für die Familie Beckmann stand ein „im Bach stehender Mann mit einem Fisch in der Hand“, für Rommel das geteilte Wappenschild, in dem oben ein goldener Löwe in grün zu sehen war, während die untere Hälfte gold/grün gerautet war.
Schon im Folgejahr 1601 heiratete Christian Beckmann seine zweite Ehefrau Dorothea, geborene Leuchtmeier oder Leuchtemeier, auch Luchtemeier geschrieben, die Tochter eines hannoverschen Ratsherrn. Mit ihr sollte Beckmann zwei Töchter und zwei Söhne zeugen, „[…] von denen noch jeweils ein Kind“ den Vater überlebte.
Christian Beckmann starb nach längerer Bettlägerigkeit. Zwei Tage nach seinem Tod wurde er am 8. Dezember 1606  auf dem Nikolaifriedhof begraben unter Teilnahme zahlreicher Personen bestattet. Seine Leichenpredigt hielt der Marktkirchen-Pastor und Rektor Rupert Erythropel.
Ungeklärt ist bisher, ob ein am 21. Juni 1616 ebenfalls in Helmstedt immatrikulierter Christian Beckmann ein Sohn des hannoverschen Rektors der Lateinschule war.